# Ла Мот (Ајова)
Ла Мот (енгл. La Motte) град је у америчкој савезној држави Ајова. По попису становништва из 2010. у њему је живело 260 становника.

## Демографија
Према попису становништва из 2010. у граду је живело 260 становника, што је -12 (-4.4%) становника више него 2000. године.
| Група             | 2000.       | 2010.       |
| Белци             | 270 (99,3%) | 250 (96,2%) |
| Афроамериканци    | 0 (0,0%)    | 0 (0,0%)    |
| Азијати           | 0 (0,0%)    | 0 (0,0%)    |
| Хиспаноамериканци | 0 (0,0%)    | 0 (0,0%)    |
| Укупно            | 272         | 260         |